# Comunele cantonului Aargau

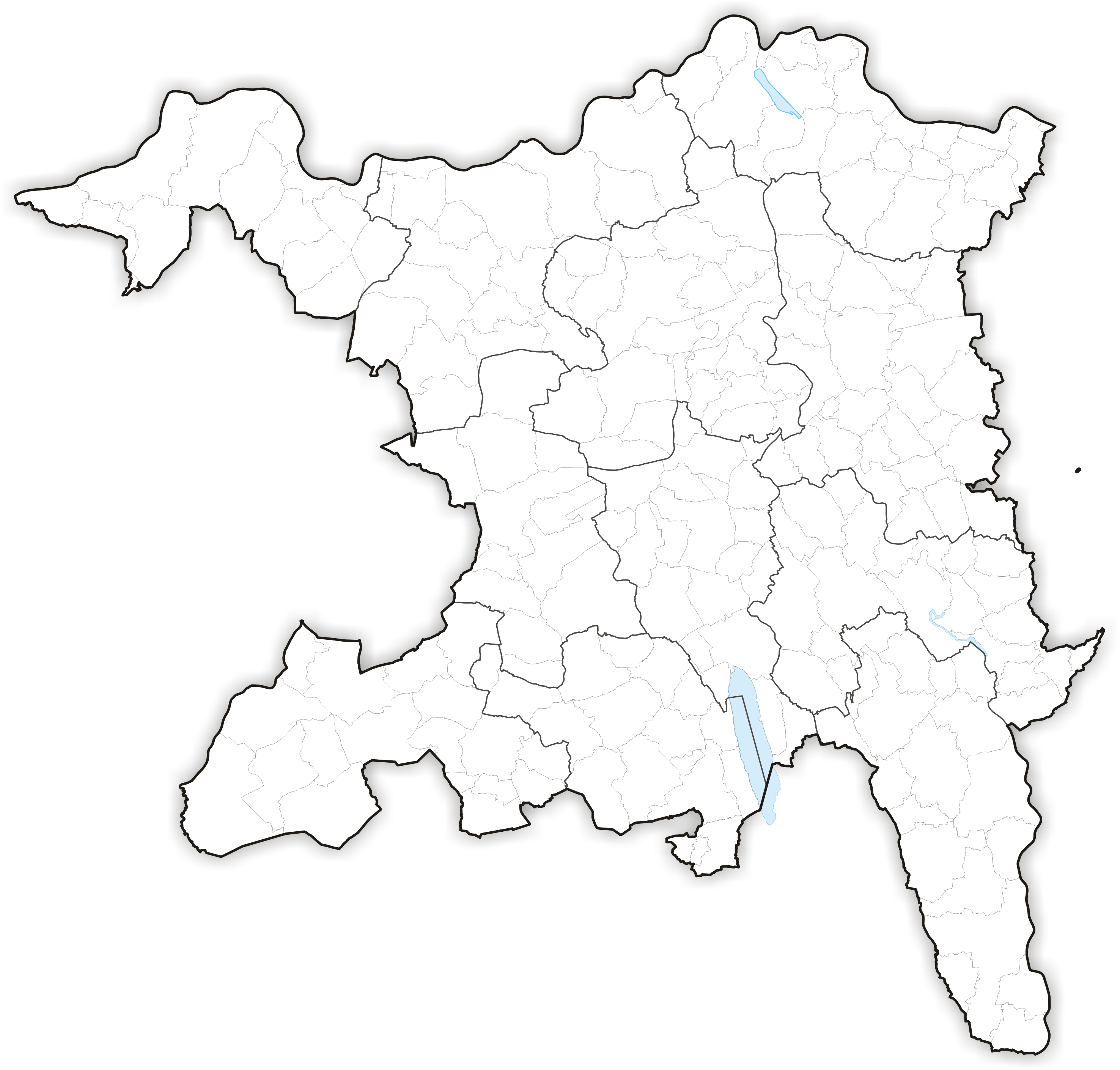
Harta comunelor (229) și a districtelor (11) din cantonul Aargau

Există 229 de comune în cantonul Aargau grupate în 11 districte.

## Districtul Aarau
| Stemă          | Comună         | Locuitori (31.12.2006) | Suprafața (în km²) |
| -------------- | -------------- | ---------------------- | ------------------ |
| Aarau          | Aarau          | 15.670                 | 8,94               |
| Biberstein     | Biberstein     | 1.277                  | 4,10               |
| Buchs          | Buchs          | 6.298                  | 5,36               |
| Densbüren      | Densbüren      | 741                    | 12,52              |
| Erlinsbach     | Erlinsbach     | 3.490                  | 9,87               |
| Gränichen      | Gränichen      | 6.473                  | 17,21              |
| Hirschthal     | Hirschthal     | 1.344                  | 3,53               |
| Küttigen       | Küttigen       | 5.372                  | 11,89              |
| Muhen          | Muhen          | 3.252                  | 7,03               |
| Oberentfelden  | Oberentfelden  | 7.250                  | 7,16               |
| Rohr           | Rohr           | 2.887                  | 3,40               |
| Suhr           | Suhr           | 9.274                  | 10,59              |
| Unterentfelden | Unterentfelden | 3 777                  | 2,87               |

## Districtul Baden
| Stemă           | Comună          | Locuitori (31.12.2004) | Suprafața (în km²) |
| --------------- | --------------- | ---------------------- | ------------------ |
| Baden           | Baden           | 16.384                 | 13,17              |
| Bellikon        | Bellikon        | 1.451                  | 4,94               |
| Bergdietikon    | Bergdietikon    | 2.276                  | 5,94               |
| Birmenstorf     | Birmenstorf     | 2.370                  | 7,81               |
| Ehrendingen     | Ehrendingen     | 3.772                  | 7,31               |
| Ennetbaden      | Ennetbaden      | 2.950                  | 2,11               |
| Fislisbach      | Fislisbach      | 4.846                  | 5,05               |
| Freienwil       | Freienwil       | 831                    | 3,99               |
| Gebenstorf      | Gebenstorf      | 4.411                  | 5,64               |
| Killwangen      | Killwangen      | 1.585                  | 2,43               |
| Künten          | Künten          | 1.620                  | 4,89               |
| Mägenwil        | Mägenwil        | 1.671                  | 3,48               |
| Mellingen       | Mellingen       | 4.286                  | 4,86               |
| Neuenhof        | Neuenhof        | 7.751                  | 5,37               |
| Niederrohrdorf  | Niederrohrdorf  | 2.631                  | 3,33               |
| Oberrohrdorf    | Oberrohrdorf    | 3.465                  | 4,31               |
| Obersiggenthal  | Obersiggenthal  | 7.827                  | 8,36               |
| Remetschwil     | Remetschwil     | 1.909                  | 3,88               |
| Spreitenbach    | Spreitenbach    | 10.032                 | 8,6                |
| Stetten         | Stetten         | 1.502                  | 4,41               |
| Turgi           | Turgi           | 2.734                  | 1,55               |
| Untersiggenthal | Untersiggenthal | 6.242                  | 8,28               |
| Wettingen       | Wettingen       | 18.479                 | 10,59              |
| Wohlenschwil    | Wohlenschwil    | 1.296                  | 4,39               |
| Würenlingen     | Würenlingen     | 3.722                  | 9,37               |
| Würenlos        | Würenlos        | 5.125                  | 9,03               |

## Districtul Bremgarten
| Stemă                      | Comună                     | Locuitori (31.12.2004) | Suprafața (în km²) |
| -------------------------- | -------------------------- | ---------------------- | ------------------ |
| Arni                       | Arni                       | 1.518                  | 3,37               |
| Berikon                    | Berikon                    | 4.418                  | 5,38               |
| Bremgarten                 | Bremgarten                 | 6.006                  | 8,02               |
| Büttikon                   | Büttikon                   | 741                    | 2,82               |
| Dottikon                   | Dottikon                   | 3.094                  | 3,89               |
| Eggenwil                   | Eggenwil                   | 719                    | 2,46               |
| Fischbach-Göslikon         | Fischbach-Göslikon         | 1.321                  | 3,07               |
| Hägglingen                 | Hägglingen                 | 2.059                  | 7,73               |
| Hermetschwil-Staffeln      | Hermetschwil-Staffeln      | 1.119                  | 3,34               |
| Hilfikon                   | Hilfikon                   | 233                    | 1,72               |
| Islisberg                  | Islisberg                  | 495                    | 1,65               |
| Jonen                      | Jonen                      | 1.646                  | 5,70               |
| Niederwil                  | Niederwil                  | 2.269                  | 6,15               |
| Oberlunkhofen              | Oberlunkhofen              | 1.661                  | 3,25               |
| Oberwil-Lieli              | Oberwil-Lieli              | 1.943                  | 5,35               |
| Rudolfstetten-Friedlisberg | Rudolfstetten-Friedlisberg | 3.846                  | 4,91               |
| Sarmenstorf                | Sarmenstorf                | 2.232                  | 8,30               |
| Tägerig                    | Tägerig                    | 1.261                  | 3,30               |
| Uezwil                     | Uezwil                     | 373                    | 2,45               |
| Unterlunkhofen             | Unterlunkhofen             | 1.251                  | 4,49               |
| Villmergen                 | Villmergen                 | 5.277                  | 10,22              |
| Widen                      | Widen                      | 3.630                  | 2,62               |
| Wohlen                     | Wohlen                     | 13.932                 | 12,48              |
| Zufikon                    | Zufikon                    | 3.639                  | 4,80               |

## Districtul Brugg
| Stemă           | Comună          | Locuitori (31.12.2004) | Suprafața (în km²) |
| --------------- | --------------- | ---------------------- | ------------------ |
| Auenstein       | Auenstein       | 1.445                  | 5,68               |
| Birr            | Birr            | 3.751                  | 5,05               |
| Birrhard        | Birrhard        | 657                    | 3,00               |
| Bözen           | Bözen           | 640                    | 3,96               |
| Brugg           | Brugg           | 9.212                  | 5,58               |
| Effingen        | Effingen        | 602                    | 6,85               |
| Elfingen        | Elfingen        | 248                    | 4,21               |
| Gallenkirch     | Gallenkirch     | 128                    | 1,37               |
| Habsburg        | Habsburg        | 399                    | 2,23               |
| Hausen          | Hausen          | 2.638                  | 3,21               |
| Hottwil         | Hottwil         | 251                    | 4,16               |
| Linn            | Linn            | 144                    | 2,54               |
| Lupfig          | Lupfig          | 1.936                  | 5,15               |
| Mandach         | Mandach         | 308                    | 5,54               |
| Mönthal         | Mönthal         | 404                    | 3,94               |
| Mülligen        | Mülligen        | 840                    | 3,16               |
| Oberbözberg     | Oberbözberg     | 520                    | 5,45               |
| Oberflachs      | Oberflachs      | 456                    | 3,38               |
| Remigen         | Remigen         | 1.034                  | 7,87               |
| Riniken         | Riniken         | 1.384                  | 4,76               |
| Rüfenach        | Rüfenach        | 794                    | 4,17               |
| Scherz          | Scherz          | 579                    | 3,30               |
| Schinznach-Bad  | Schinznach-Bad  | 1.278                  | 1,90               |
| Schinznach-Dorf | Schinznach-Dorf | 1.704                  | 8,91               |
| Thalheim        | Thalheim        | 777                    | 9,92               |
| Umiken          | Umiken          | 1.066                  | 0,80               |
| Unterbözberg    | Unterbözberg    | 711                    | 6,11               |
| Veltheim        | Veltheim        | 1.382                  | 5,24               |
| Villigen        | Villigen        | 1.826                  | 11,21              |
| Villnachern     | Villnachern     | 1.364                  | 5,75               |
| Windisch        | Windisch        | 6.657                  | 4,91               |

## Districtul Kulm
| Stemă          | Comună         | Locuitori (31.12.2004) | Suprafața (în km²) |
| -------------- | -------------- | ---------------------- | ------------------ |
| Beinwil am See | Beinwil am See | 2.637                  | 5,78               |
| Birrwil        | Birrwil        | 952                    | 5,53               |
| Burg           | Burg           | 999                    | 0,94               |
| Dürrenäsch     | Dürrenäsch     | 1.140                  | 5,91               |
| Gontenschwil   | Gontenschwil   | 2.093                  | 9,74               |
| Holziken       | Holziken       | 1.180                  | 2,86               |
| Leimbach       | Leimbach       | 382                    | 1,14               |
| Leutwil        | Leutwil        | 702                    | 3,75               |
| Menziken       | Menziken       | 5.443                  | 6,38               |
| Oberkulm       | Oberkulm       | 2.346                  | 9,40               |
| Reinach        | Reinach        | 7.607                  | 9,48               |
| Schlossrued    | Schlossrued    | 883                    | 7,25               |
| Schmiedrued    | Schmiedrued    | 1.218                  | 8,65               |
| Schöftland     | Schöftland     | 3.297                  | 6,28               |
| Teufenthal     | Teufenthal     | 1.623                  | 3,57               |
| Unterkulm      | Unterkulm      | 2.878                  | 8,88               |
| Zetzwil        | Zetzwil        | 1.225                  | 5,81               |

## Districtul Laufenburg
| Stemă          | Comună         | Locuitori (31.12.2004) | Suprafața (în km²) |
| -------------- | -------------- | ---------------------- | ------------------ |
| Eiken          | Eiken          | 1.858                  | 7,07               |
| Etzgen         | Etzgen         | 391                    | 3,28               |
| Frick          | Frick          | 4.317                  | 9,96               |
| Gansingen      | Gansingen      | 919                    | 8,77               |
| Gipf-Oberfrick | Gipf-Oberfrick | 3.004                  | 10,17              |
| Herznach       | Herznach       | 1.171                  | 6,26               |
| Hornussen      | Hornussen      | 830                    | 7,27               |
| Ittenthal      | Ittenthal      | 206                    | 3,89               |
| Kaisten        | Kaisten        | 2.138                  | 14,22              |
| Laufenburg     | Laufenburg     | 2.074                  | 2,28               |
| Mettau         | Mettau         | 308                    | 3,29               |
| Münchwilen     | Münchwilen     | 607                    | 2,47               |
| Oberhof        | Oberhof        | 554                    | 8,20               |
| Oberhofen      | Oberhofen      | 299                    | 3,12               |
| Oeschgen       | Oeschgen       | 853                    | 4,38               |
| Schwaderloch   | Schwaderloch   | 685                    | 2,77               |
| Sisseln        | Sisseln        | 1.336                  | 2,52               |
| Sulz           | Sulz           | 1.162                  | 12,21              |
| Ueken          | Ueken          | 762                    | 5,10               |
| Wil            | Wil            | 662                    | 7,71               |
| Wittnau        | Wittnau        | 1.109                  | 11,25              |
| Wölflinswil    | Wölflinswil    | 846                    | 9,51               |
| Zeihen         | Zeihen         | 921                    | 6,87               |

## Districtul Lenzburg
| Stemă            | Comună           | Locuitori (31.12.2004) | Suprafața (în km²) |
| ---------------- | ---------------- | ---------------------- | ------------------ |
| Ammerswil        | Ammerswil        | 650                    | 3,19               |
| Boniswil         | Boniswil         | 1.384                  | 2,78               |
| Brunegg          | Brunegg          | 472                    | 1,56               |
| Dintikon         | Dintikon         | 1.366                  | 3,73               |
| Egliswil         | Egliswil         | 1.314                  | 6,29               |
| Fahrwangen       | Fahrwangen       | 1.659                  | 5,01               |
| Hallwil          | Hallwil          | 722                    | 2,18               |
| Hendschiken      | Hendschiken      | 907                    | 3,52               |
| Holderbank       | Holderbank       | 769                    | 2,32               |
| Hunzenschwil     | Hunzenschwil     | 2.719                  | 3,27               |
| Lenzburg         | Lenzburg         | 7.470                  | 11,33              |
| Meisterschwanden | Meisterschwanden | 2.227                  | 6,86               |
| Möriken-Wildegg  | Möriken-Wildegg  | 3.733                  | 6,62               |
| Niederlenz       | Niederlenz       | 3.964                  | 3,26               |
| Othmarsingen     | Othmarsingen     | 2.187                  | 4,71               |
| Rupperswil       | Rupperswil       | 3.909                  | 6,22               |
| Schafisheim      | Schafisheim      | 2.684                  | 6,33               |
| Seengen          | Seengen          | 2.934                  | 10,35              |
| Seon             | Seon             | 4.561                  | 9,61               |
| Staufen          | Staufen          | 2332                   | 3,58               |

## Districte de Muri
| Stemă             | Comună            | Locuitori (31.12.2003) | Suprafața (în km²) |
| ----------------- | ----------------- | ---------------------- | ------------------ |
| Abtwil            | Abtwil            | 700                    | 4,14               |
| Aristau           | Aristau           | 1.251                  | 8,64               |
| Auw               | Auw               | 1.432                  | 8,61               |
| Beinwil (Freiamt) | Beinwil (Freiamt) | 952                    | 11,29              |
| Benzenschwil      | Benzenschwil      | 545                    | 2,46               |
| Besenbüren        | Besenbüren        | 552                    | 2,38               |
| Bettwil           | Bettwil           | 558                    | 4,25               |
| Boswil            | Boswil            | 2.289                  | 11,78              |
| Bünzen            | Bünzen            | 893                    | 5,77               |
| Buttwil           | Buttwil           | 1.143                  | 4,61               |
| Dietwil           | Dietwil           | 1.002                  | 5,49               |
| Geltwil           | Geltwil           | 157                    | 3,28               |
| Kallern           | Kallern           | 285                    | 2,67               |
| Merenschwand      | Merenschwand      | 2.375                  | 11,05              |
| Mühlau            | Mühlau            | 986                    | 5,52               |
| Muri              | Muri              | 6.373                  | 12,34              |
| Oberrüti          | Oberrüti          | 1.207                  | 5,37               |
| Rottenschwil      | Rottenschwil      | 811                    | 4,49               |
| Sins              | Sins              | 3.415                  | 20,28              |
| Waltenschwil      | Waltenschwil      | 2.156                  | 4,54               |

## Districtul Rheinfelden
| Stemă        | Comună       | Locuitori (31.12.2004) | Suprafața (în km²) |
| ------------ | ------------ | ---------------------- | ------------------ |
| Hellikon     | Hellikon     | 750                    | 7,04               |
| Kaiseraugst  | Kaiseraugst  | 4.700                  | 4,91               |
| Magden       | Magden       | 3.249                  | 11,04              |
| Moehlin      | Möhlin       | 8.823                  | 18,79              |
| Mumpf        | Mumpf        | 1.268                  | 3,13               |
| Obermumpf    | Obermumpf    | 1.054                  | 5,06               |
| Olsberg      | Olsberg      | 358                    | 4,68               |
| Rheinfelden  | Rheinfelden  | 10.879                 | 16,12              |
| Schupfart    | Schupfart    | 723                    | 7,05               |
| Stein        | Stein        | 2.472                  | 2,83               |
| Wallbach     | Wallbach     | 1.619                  | 4,55               |
| Wegenstetten | Wegenstetten | 1.042                  | 7,12               |
| Zeiningen    | Zeiningen    | 2.026                  | 11,37              |
| Zuzgen       | Zuzgen       | 823                    | 8,40               |

## Districte de Zofingue
| Stemă        | Comună       | Locuitori (31.12.2006) | Suprafața (în km²) |
| ------------ | ------------ | ---------------------- | ------------------ |
| Aarburg      | Aarburg      | 6.558                  | 4,41               |
| Attelwil     | Attelwil     | 304                    | 2,19               |
| Bottenwil    | Bottenwil    | 806                    | 5,10               |
| Brittnau     | Brittnau     | 3.635                  | 13,67              |
| Kirchleerau  | Kirchleerau  | 769                    | 4,36               |
| Kölliken     | Kölliken     | 3.954                  | 8,89               |
| Moosleerau   | Moosleerau   | 820                    | 3,81               |
| Murgenthal   | Murgenthal   | 2.880                  | 18,61              |
| Oftringen    | Oftringen    | 10.568                 | 12,87              |
| Reitnau      | Reitnau      | 1.144                  | 5,79               |
| Rothrist     | Rothrist     | 7.174                  | 11,87              |
| Safenwil     | Safenwil     | 3.128                  | 5,99               |
| Staffelbach  | Staffelbach  | 1.040                  | 8,94               |
| Strengelbach | Strengelbach | 4.239                  | 6,03               |
| Uerkheim     | Uerkheim     | 1.291                  | 7,09               |
| Vordemwald   | Vordemwald   | 1.699                  | 10,15              |
| Wiliberg     | Wiliberg     | 153                    | 1,17               |
| Zofingen     | Zofingue     | 10.210                 | 11,07              |

## Districtul Zurzach
| Stemă          | Comună         | Locuitori (31.12.2004) | Suprafața (în km²) |
| -------------- | -------------- | ---------------------- | ------------------ |
| Zurzach        | Bad Zurzach    | 4.045                  | 6,52               |
| Baldingen      | Baldingen      | 262                    | 2,82               |
| Böbikon        | Böbikon        | 186                    | 2,60               |
| Böttstein      | Böttstein      | 3.702                  | 7,43               |
| Döttingen      | Döttingen      | 3.382                  | 6,92               |
| Endingen       | Endingen       | 1.898                  | 8,46               |
| Fisibach       | Fisibach       | 384                    | 5,77               |
| Full-Reuenthal | Full-Reuenthal | 825                    | 4,82               |
| Kaiserstuhl    | Kaiserstuhl    | 411                    | 0,32               |
| Klingnau       | Klingnau       | 2.922                  | 6,71               |
| Koblenz        | Koblenz        | 1.589                  | 4,09               |
| Leibstadt      | Leibstadt      | 1.292                  | 6,39               |
| Lengnau        | Lengnau        | 2.415                  | 12,67              |
| Leuggern       | Leuggern       | 2.138                  | 13,76              |
| Mellikon       | Mellikon       | 259                    | 2,70               |
| Rekingen       | Rekingen       | 956                    | 3,10               |
| Rietheim       | Rietheim       | 696                    | 3,92               |
| Rümikon        | Rümikon        | 221                    | 2,91               |
| Schneisingen   | Schneisingen   | 1.214                  | 8,26               |
| Siglistorf     | Siglistorf     | 565                    | 5,51               |
| Tegerfelden    | Tegerfelden    | 1.000                  | 7,11               |
| Unterendingen  | Unterendingen  | 374                    | 3,45               |
| Wislikofen     | Wislikofen     | 355                    | 3,75               |

## Cele 229 de municipalități/comune
- Aarau
- Aarburg
- Abtwil
- Ammerswil
- Aristau
- Arni
- Attelwil
- Auenstein
- Auw
- Bad Zurzach
- Baden
- Baldingen
- Beinwil (Freiamt)
- Beinwil am See
- Bellikon
- Bergdietikon
- Berikon
- Besenbüren
- Bettwil
- Biberstein
- Birmenstorf
- Birr
- Birrhard
- Birrwil
- Böbikon
- Boniswil
- Boswil
- Bottenwil
- Böttstein
- Bözberg
- Bözen
- Bremgarten
- Brittnau
- Brugg
- Brunegg
- Buchs
- Bünzen
- Burg
- Büttikon
- Buttwil
- Densbüren
- Dietwil
- Dintikon
- Dottikon
- Döttingen
- Dürrenäsch
- Effingen
- Eggenwil
- Egliswil
- Ehrendingen
- Eiken
- Elfingen
- Endingen
- Ennetbaden
- Erlinsbach
- Fahrwangen
- Fischbach-Göslikon
- Fisibach
- Fislisbach
- Freienwil
- Frick
- Full-Reuenthal
- Gansingen
- Gebenstorf
- Geltwil
- Gipf-Oberfrick
- Gontenschwil
- Gränichen
- Habsburg
- Hägglingen
- Hallwil
- Hausen bei Brugg
- Hellikon
- Hendschiken
- Herznach
- Hirschthal
- Holderbank
- Holziken
- Hornussen
- Hunzenschwil
- Islisberg
- Jonen
- Kaiseraugst
- Kaiserstuhl
- Kaisten
- Kallern
- Killwangen
- Kirchleerau
- Klingnau
- Koblenz
- Kölliken
- Künten
- Küttigen
- Laufenburg
- Leibstadt
- Leimbach
- Lengnau
- Lenzburg
- Leuggern
- Leutwil
- Lupfig
- Magden
- Mägenwil
- Mandach
- Meisterschwanden
- Mellikon
- Mellingen
- Menziken
- Merenschwand
- Mettauertal
- Möhlin
- Mönthal
- Moosleerau
- Möriken-Wildegg
- Muhen
- Mühlau
- Mülligen
- Mumpf
- Münchwilen
- Murgenthal
- Muri
- Neuenhof
- Niederlenz
- Niederrohrdorf
- Niederwil
- Oberentfelden
- Oberhof
- Oberkulm
- Oberlunkhofen
- Obermumpf
- Oberrohrdorf
- Oberrüti
- Obersiggenthal
- Oberwil-Lieli
- Oeschgen
- Oftringen
- Olsberg
- Othmarsingen
- Reinach
- Reitnau
- Rekingen
- Remetschwil
- Remigen
- Rheinfelden
- Rietheim
- Riniken
- Rothrist
- Rottenschwil
- Rudolfstetten-Friedlisberg
- Rüfenach
- Rümikon
- Rupperswil
- Safenwil
- Sarmenstorf
- Schafisheim
- Scherz
- Schinznach-Bad
- Schinznach
- Schlossrued
- Schmiedrued
- Schneisingen
- Schöftland
- Schupfart
- Schwaderloch
- Seengen
- Seon
- Siglistorf
- Sins
- Sisseln
- Spreitenbach
- Staffelbach
- Staufen
- Stein
- Stetten
- Strengelbach
- Suhr
- Tägerig
- Tegerfelden
- Teufenthal
- Thalheim
- Turgi
- Ueken
- Uerkheim
- Uezwil
- Unterentfelden
- Unterkulm
- Unterlunkhofen
- Untersiggenthal
- Veltheim
- Villigen
- Villmergen
- Villnachern
- Vordemwald
- Wallbach
- Waltenschwil
- Wegenstetten
- Wettingen
- Widen
- Wiliberg
- Windisch
- Wislikofen
- Wittnau
- Wohlen
- Wohlenschwil
- Wölflinswil
- Würenlingen
- Würenlos
- Zeihen
- Zeiningen
- Zetzwil
- Zofingen
- Zufikon
- Zuzgen

## Diverse

### Separații
- 1983 -- Arni-Islisberg s-a separat în două municipalități/comune — Arni și Islisberg.

### Schimbări de nume
- 1983 -- Oberwil a fost redenumit în Oberwil-Lieli